# Port des Invalides
Le port des Invalides est une voie située dans le quartier des Invalides du 7e arrondissement de Paris, en France.

## Situation et accès
Le port des Invalides est une voie publique située dans le 7e arrondissement de Paris. Il débute au niveau du pont de la Concorde et se termine à celui du pont des Invalides.
Côté Concorde, il est poursuivi par le port de Solférino et côté Invalides par le port du Gros-Caillou.

## Origine du nom

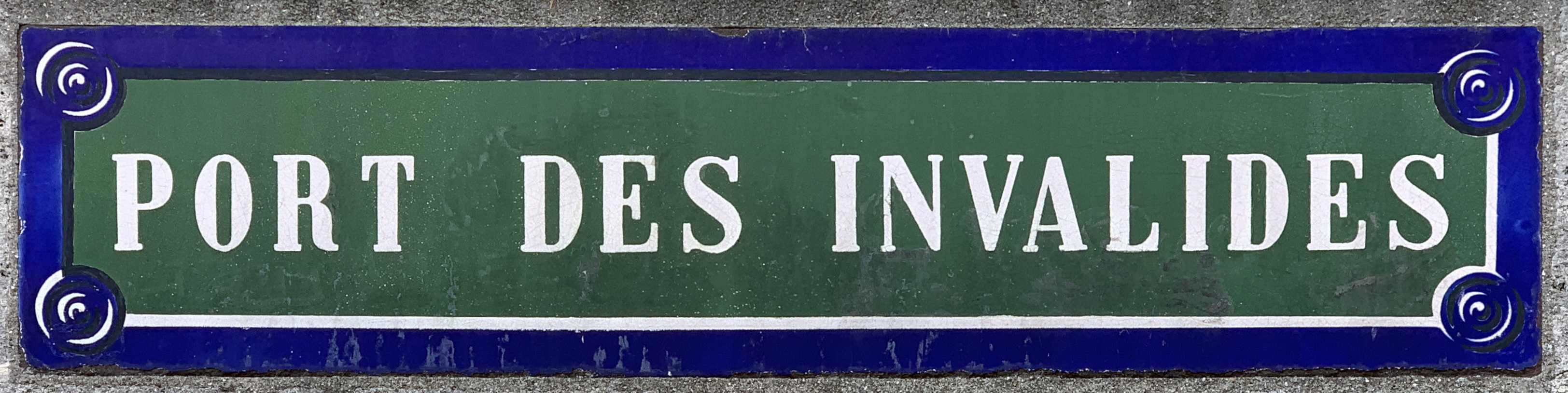
Plaque du port.

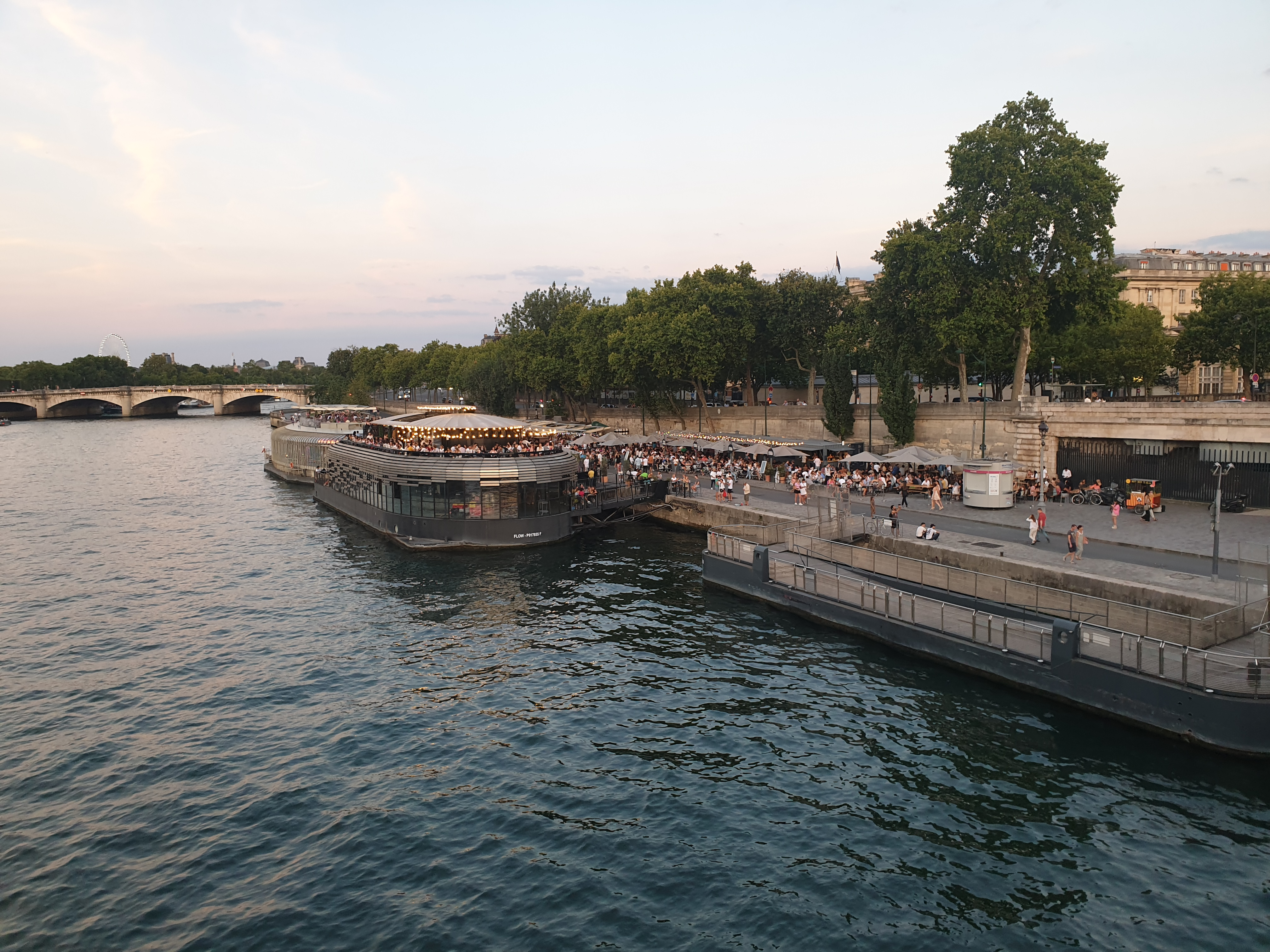
Port des Invalides durant l'été 2022.

Cette voie tient son nom de son voisinage avec le pont des Invalides.

## Historique
Ce port a reçu sa dénomination actuelle par un décret préfectoral du 18 juillet 1905.
En 1956, une partie de la voie express rive gauche empiète sur le port des Invalides. En 2010, la Ville de Paris lance le projet d'aménagement de cette voie autoroutière urbaine en espace destiné aux loisirs. Elle est fermée à la circulation automobile le 28 janvier 2013, entre le musée d'Orsay et le quai Branly.